# Centenarium Gasr Duib

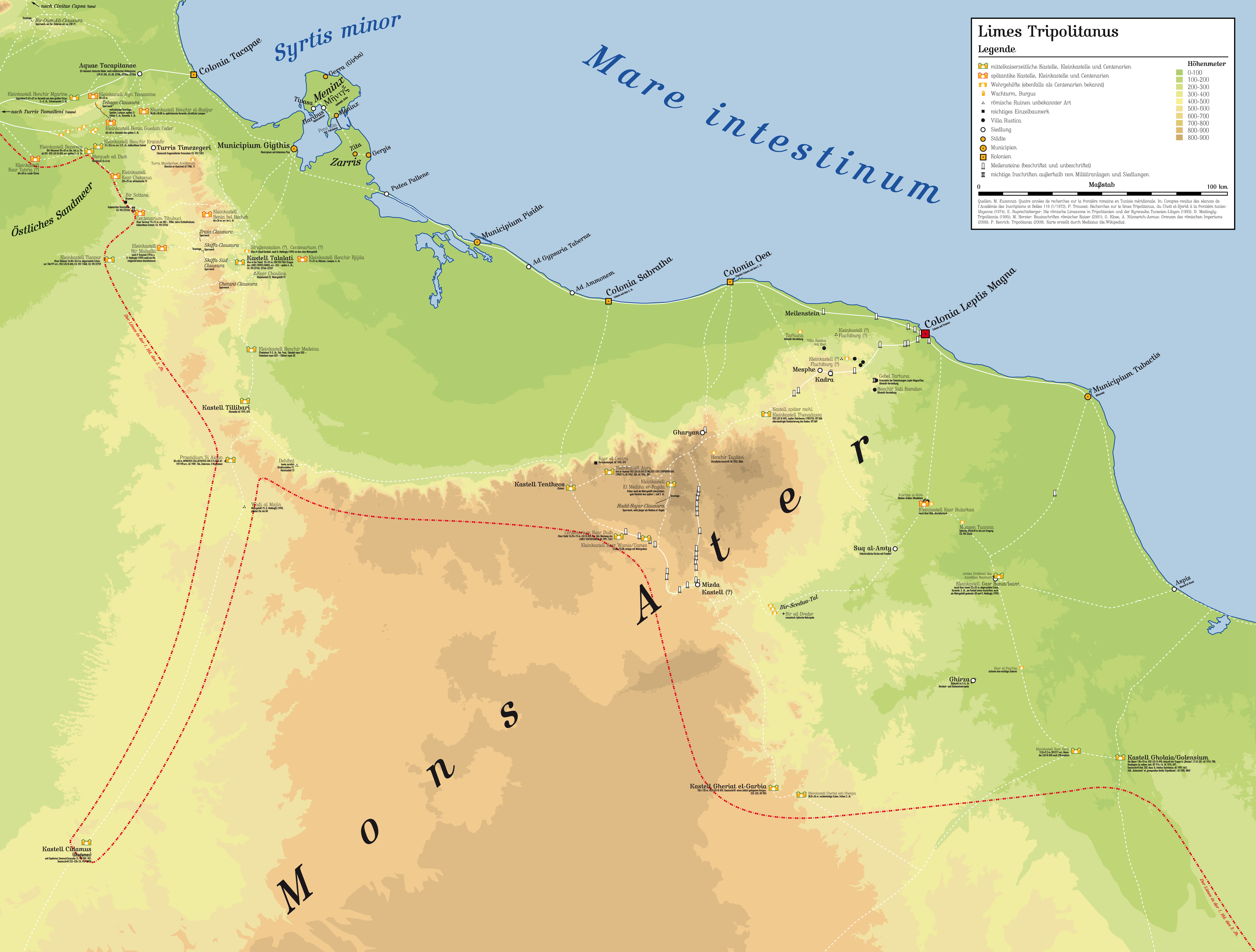
Das Kleinkastell (Mitte) im Verbund des Limes Tripolitanus

Die noch erhaltenen Baureste des Erdgeschosses mit den nachrömischen Veränderungen

Die noch erhaltenen Baureste (dunkelgrau) des ersten Stockwerks mit den nachrömischen Veränderungen

Das Centenarium Gasr Duib (auch in den Schreibweisen Kasr Duib und Qasr Duib bekannt) ist ein kleiner römischer Militärstandort. Die Besatzung dieses Wohn- und Wachturms (Burgus) war für Sicherungs- und Überwachungsaufgaben am Limes Tentheitanus, einem Teilabschnitt des Limes Tripolitanus in der Provinz Africa proconsularis, später Tripolitania, zuständig. Die Grenzanlagen bildeten hier ein tiefgestaffeltes System von Kastellen und Militärposten. Die archäologisch untersuchten Reste befinden sich rund 39 Kilometer südwestlich der Stadt az-Zintan und rund 28 Kilometer westlich der Oase Wames im Munizip al-Dschabal al-Gharbi in Libyen.

## Lage
Die kleine Anlage liegt in einer nach Süden abfallenden Region des sich sichelförmig nach Norden öffnenden Nafusa-Gebirgszugs. Hier beginnt eine mächtige, teils von weiten Trockentälern durchzogenen Steilstufe, die nach Süden hin zum Fessan abfällt. Das bedeutendste und größte Trockental Tripolitaniens, das Wadi Sofeggin, bildet hier mit seinen vielen Nebenarmen ein weitverzweigtes Flusssystem. Es reicht von der Stadt az-Zintan, in deren Nähe das wichtige Kastell von Tentheos zu suchen ist, in einem halbmondförmigen Bogen entlang der Süd- und Südostseite des Nafusa- und Garian-Gebirgszugs bis in die küstennahe Djeffara-Ebene und nach Misrata. Sand-, Kies- und Geröllwüsten prägen das Land. Zur Vegetation zählen Büsche und Wüstensträucher, deren Vorkommen sich in den Überschwemmungsgebieten des Sofeggin verdichtet. Auch einige Bäume wie vorwiegend Akazien und Tamarisken haben die Abholzung durch Köhler im neunzehnten und frühen zwanzigsten Jahrhundert überlebt. Die Wadis in den Trockentälern leiten das zeitweise aus dem Nafusa-Gebirge kommende Regenwasser in den Süden des Berglandes und ermöglichen dort die Bildung von Oasen.
Das Centenarium gehörte zu einer Kette von römischen Militäreinrichtungen, die den nordafrikanischen Limes überwachten. In einigen Beschreibungen wird behauptet, dass Gasr Duib und das nur rund 25 Kilometer östlich gelegene Kleinkastell Gasr Wames nahe der Straße, am Oberlauf des Wadi Sofeggin lägen. Diese Angabe ist falsch, denn das Centenarium Gasr Duib befindet sich in Wirklichkeit einige Kilometer südwestlich des Weges. Als Standort wurde ein kleiner Hügel in dominierender Lage über dem Wadi Duib gewählt. Dieses Wadi mündet etwas nördlicher in das Wadi Sofeggin. Westlich, nahe dem Hügel, liegt Saniet Duib, eine wichtige Wasserstelle für Nomadenstämme, die ihre Herde durch die Ödnis des Oberen Sofeggin treiben.

## Forschungsgeschichte
Die Anlage war bereits in den ersten Jahren der italienischen Besetzung Libyens (1934–1943) bekannt geworden. Nach der Vertreibung der Italiener während der Kämpfe um Nordafrika kam die Provinz Tripolitanien unter britische Verwaltung. Diese richtete einen Antikendienst ein. Im Jahr 1948 fand dann erstmals eine wissenschaftliche Untersuchung am Gasr Duib statt, die von den Archäologen Richard Goodchild (1918–1968) und John Ward-Perkins (1912–1981) geleitet wurde. Damals entstand auch die erste Dokumentation der für die Region bedeutenden Bauinschrift. Im Rahmen der zwischen 1979 und 1989 durchgeführten UNESCO Libyan Valleys Archaeological Survey fand 1981 eine weitere Untersuchung an der Befestigung statt.

## Baugeschichte

### Römische Kaiserzeit
Gasr Duib war ein grenznaher Außenposten, der wohl vom rückwärtigen Kastell Thenteos aus verwaltet wurde. Die genaue Lage von Thenteos ist bis heute allerdings unbekannt. Zum Zeitpunkt der Errichtung des Centenariums, in der Zeit um 246 n. Chr., hatte der wohl in Thenteos stationierte Militärtribun Numisius Maximus als Abschnittskommandant den Oberbefehl über den Limes Tentheitanus. Die Einteilung des Limes Tripolitanus in kleinere Einheiten wie den Limes Tentheitanus scheint zur damaligen Zeit entstanden zu sein. Darauf weist auch eine nur wenig später errichtet Bauinschrift aus dem Kastell Gholaia hin.
Numisius Maximus ließ auf Befehl des Praepositus limitis Tripolitanae, des Grenzschutzbefehlshabers der Region (regio), die Anlage errichten, um Einfälle der Barbaren entlang der Straße durch das Wadi Sofeggin zu verhindern (viam incursibus barbarorum constituto novo centenario … praecluserunt). Möglicherweise ersetzte der Bau aus den Jahren 244 bis 246/247 eine ältere Fortifikation an gleicher Stelle, da in der Bauinschrift erklärt wird, dass das Centenarium „neu“ (novo) errichtet worden ist. Wie Ginette Di Vita-Évrard 1991 betonte, kann es sich daher bei dieser Baumaßnahme nicht nur um eine Restaurierung gehandelt haben.
Der rechteckige, 16,25 × 15 Meter (= 0,02 Hektar) große Burgus besitzt eine klare Inneneinteilung. In seiner Mitte befindet sich ein kleiner Lichthof, um den sich eine Reihe von Zimmern gruppieren. Die noch erhaltenen Strukturen deuten darauf hin, dass das Centenarium mindestens ein zweites Stockwerk besessen haben muss. Der einzige Eingang zu diesem Gebäude befindet sich mittig in der Südostmauer. Dort liegt der aus einem Monolithen gemeißelte bogenförmige Türsturz, auf dem sich eine Bauinschrift befindet. Er ist in zwei Teile zerbrochen. Im Eingangsbereich wurde die als Spolie wiederverwendete linke Seite einer weiteren rechteckigen Inschriftentafel entdeckt. Deren an der Schmalseite eingemeißelte Verzierung besitzt die Form einer mit ihrer Spitze zur Inschrift weisenden geschweiften Klammer. Diese Formgebung ist in gleicher Weise von der Bauinschrift des Centenariums bekannt. Die Inschrift ist bisher nicht lesbar, da sie von einer Vielzahl an Graffiti überdeckt ist. Im Inneren des Gasrs haben sich einige Tonnengewölbe im Original erhalten.
Während der Untersuchungen im Jahr 1948 fand sich noch der bruchstückhafte Rest einer weiteren Inschriftentafel. Diese lag im Bereich vor dem Centenarium. Bis heute hat sich die nur in Fragmenten erhaltene Inschrift nicht auflösen und übersetzen lassen:
[…]

[…]MEMORSV[.]IM[…]

[…]OE[.]ATILIVE[…]

[…]CERMAT[…]
Wie durch die Notitia dignitatum, ein spätrömisches Staatshandbuch überliefert, existierte dieser Limesabschnitt verwaltungstechnisch noch im späten vierten und vielleicht auch noch im frühen fünften Jahrhundert n. Chr. Ein Fortbestehen des Centenariums Gasr Duib bis in diese Zeit ist also nicht ausgeschlossen.

### Nachrömische Nutzung
In islamischer Zeit wurde das Bauwerk wieder bewohnbar gemacht. So sind einige beschädigte römische Decken repariert worden, während bei anderen die originalen Holzkonstruktionen ersetzt wurden. Die neuen Hausherren verstärkten zudem die Südostwand des Gebäudes. In späterer Zeit wurde ein neuer Putz aufgebracht, der auch dekorative Stuckaturen wie den Davidstern aufwies.

## Bauinschrift

### Inschrift nach Goodchild und Ward-Perkins
Im Jahr 1948 fand sich die in zwei Teile zerbrochene Bauinschrift in situ vor dem Eingang des Centenariums. Der rechte Teil war in späterer Zeit – möglicherweise erst durch Araber – umgearbeitet worden. Bis heute ist die ursprüngliche Auflösung des Textes, wie sie sich für Goodchild und Ward-Perkins darstellte, in der Diskussion. Die Namen der Caesaren auf der Inschrift waren nach deren Tod im Zuge einer Damnatio memoriae, einer Verdammung ihres Andenkens, zum Opfer gefallen und eradiert worden:
Imp(erator) Caes(ar) [[[M(arcus) Iulius Ph]ilippus]] Invictu[s Aug(ustus)]

[[et M(arcus) Iul(ius) P[hilippus]] Ca]es(ar) n(obilissimus) regionem limi[tis Ten]-

theitani partitam et e[ius] viam incursionib(us) Barba[ro]-

rum constituto novo centenario …

..A..S prae[cl]useru[nt] Cominio Cassiano leg(ato) Augg(ustorum)

pr(o) pr(aetore) Gallican[o …] v(iro) e(gregio) praep(osito) limitis cura

Numisii Maximi domo […]SIA trib(uni)
Übersetzung: „Der Imperator Caesar Markus Julius Philippus, der unbesiegte Augustus und (sein Sohn) Markus Julius Philippus, der alleredelste Caesar, bewahrten das Gebiet, die Grenzregion von Tentheitanus und seine Straße, vor den Einfällen der Barbaren durch die Errichtung des neuen Centenariums …S..A..S(?). [Auf Befehl des Marcus Aurelius] Cominius Cassianus, Statthalter des Kaisers, Senator und Gallicano …, [dem herausragender Mann], Grenzschutzbefehlshaber, unter der Aufsicht von Numisius Maximus, dessen Heimatstadt ist …SIA, Tribun.“
Nach novo centenario ist der eigentliche Name der Anlage offensichtlich eradiert. Archäologen wie Michael Mackensen können sich daher vorstellen, dass das Centenarium den Namen des weiter oben ausgemeißelten Kaisers getragen haben könnte. Somit wäre der Gasr Duib ursprünglich vielleicht als Centenarium Philippianum anzusprechen.
Die Bauinschrift endet mit ihrer letzten Zeile überaus untypisch nicht am rechten Rand der Steintafel, sondern, linksbündig gehalten, bereits in deren letztem Drittel. Daher hat der Archäologe David Mattingly überlegt, ob hier nicht ein Inschriftenteil fehlen könnte, zumal das letzte Wort, trib(uni), so unvermittelt an den Schluss der Inschrift gestellt wurde. Er ergänzte daher die letzte Zeile wie folgt:
Numisii Maximi domo […]i[…]SIA trib(uni cohortis I Syrorum sagittariorum)
Übersetzung: „Numisius Maximus, dessen Heimatstadt ist …SIA, Tribun der Ersten Kohorte der syrischen Bogenschützen.“
Mattingly konnte nur darüber spekulieren, weshalb der antike Steinmetz die Inschrift nicht vollendete hat. Es wäre noch Raum für acht oder neun Buchstaben vorhanden gewesen. Möglicherweise fehlte ihm aber der Platz für den Inhalt, der noch unterzubringen war und so könnten die Buchstaben mit Farbe sehr eng gesetzt lediglich aufgemalt gewesen sein. Mattingly wählte die Cohors I Syrorum sagittariorum für die Ergänzung, weil es ihm gelungen war, Numisius Maximus als Kommandeur diese Einheit zu identifizieren.

### Inschrift nach Di Vita-Évrard
Di Vita-Évrard stellte 1991 eine von ihr erarbeitete, verbesserten Lesung vor. Unter anderem wird aus dem Namen Gallicanus … bei Di Vita-Évrard Licinius An…. Das hat in diesem Fall mit der Aufzählung der Titulierungen des Cominio Cassiano auf anderen zeitnahen epigraphischen Zeugnissen dieses Statthalter zu tun. Diese geben ein einheitliches Bild, von dem die Inschrift am Gasr Duib nach der älteren Lesart abweichen würde.
Imp(erator) Caes(ar) [[[M(arcus) Iulius Ph]ilippus]] Invictu[s Aug(ustus)]

[[et M(arcus) Iul(ius) P[hilippus]] Ca]es(ar) n(obilissimus) regionem limi[tis Ten]-

theitani partitam et finitam(?) viam incursionib(us) Barba[ro]-

rum constituto novo centenario …

S..A..S(?) prae[cl]useru[nt] Cominio Cassiano leg(ato) Augg(ustorum)

pr(o) pr(aetore) c(larissimo v(iro) Lic(inio) An[…] v(iro) e(gregio) praep(osito) limitis cura

Numisii Maximi domo […]i[…]SIA trib(uni)
Übersetzung: „Der Imperator Caesar Markus Julius Philippus, der unbesiegte Augustus und [sein Sohn] Markus Julius Philippus, der alleredelste Caesar, haben den Limes Tentheitanus, der Teil der Region ist, und das Ende(?) der Straße vor den Einfällen der Barbaren mit der Neuerrichtung des Centenariums …S..A..S(?) geschlossen. [Auf Befehl des Marcus Aurelius] Cominius Cassianus, Statthalter des Kaisers, Senator und Licinius An…, [dem herausragender Mann], Grenzschutzbefehlshaber, unter der Aufsicht von Numisius Maximus, dessen Heimatstadt ist …SIA, Tribun.“
Di Vita-Évrard übersetzte den Abschnitt regionem limitis Tentheitani partitam, indem sie bei regio partita nach den Regeln von ab Urbe condita (seit Gründung der Stadt) vorging. So kam sie zu der Übersetzung „die Region in Teile teilen“. Für sie war diese Übersetzung gleichbedeutend mit „Teil der Region“. Zum weiteren Verständnis stellte Hackett klar, dass die nicht näher genannte regio ein größeres topographisches Gebiet umfasste, als es der Limes Tentheitanus tat. Dieser war nur Teil der regio. Es scheint offensichtlich, dass um die Regierungszeit des Kaisers Philippus Arabs (244–249) eine Organisationsreform des tripolitanischen Grenzschutzes stattgefunden hat. Die Gliederung der Grenzabschnitte und der Grenzschutzabteilungen wurde differenzierter. Regional verantwortliche Praepositi limitis waren nun für die Überwachung des afrikanischen Limes zuständig. Sie hatten ihre Stabsstellen in den größeren rückwärtigen Kohortenkastellen.

## Truppe
Die im Centenarium Gasr Duib stationierte Einheit bestand wohl aus regulären Soldaten, den Limitanei (Grenzern). Wie die Dimensionen des Centenariums vermuten lassen, bot dieses für rund ein Dutzend Mann Platz. Diese Grenzer versahen militärische und polizeidienstliche Aufgaben. Sie war wohl auch dafür zuständig, die Arbeit der von den Römern eingesetzten einheimischen Kräfte zu überwachen.